# کلاوس کوبوش
کلاوس کوبوش (انگلیسی: Klaus Kobusch؛ زادهٔ ۱۵ مارس ۱۹۴۱) دوچرخه‌سوار اهل آلمان است.
وی در مسابقات کشوری و بین‌المللی در مجموع برندهٔ ۱ مدال برنز شده‌است.